# Li Jiang
Der Li Jiang oder Li-Fluss (chinesisch 漓江, Pinyin Lí Jiāng) ist ein 437 Kilometer langer Fluss im Autonomen Gebiet Guangxi der Zhuang in der Volksrepublik China. 
Er entspringt in den Mao’er-Bergen im Landkreis Xing’an und fließt durch Guilin und Yangshuo, bevor er in den Gui Jiang mündet, einen Nebenfluss des Westflusses. Der Fluss ist besonders wegen seiner Landschaft berühmt. Er fließt durch die Karst-Landschaft bei Guilin, die in China der Inbegriff einer schönen Landschaft ist.
Der Magische Kanal verbindet seit dem 3. Jahrhundert v. Chr. den Li schifffahrtstechnisch mit dem Xiang Jiang, einem Nebenfluss des Jangtsekiangs.

Li Jiang - der Li-Fluss
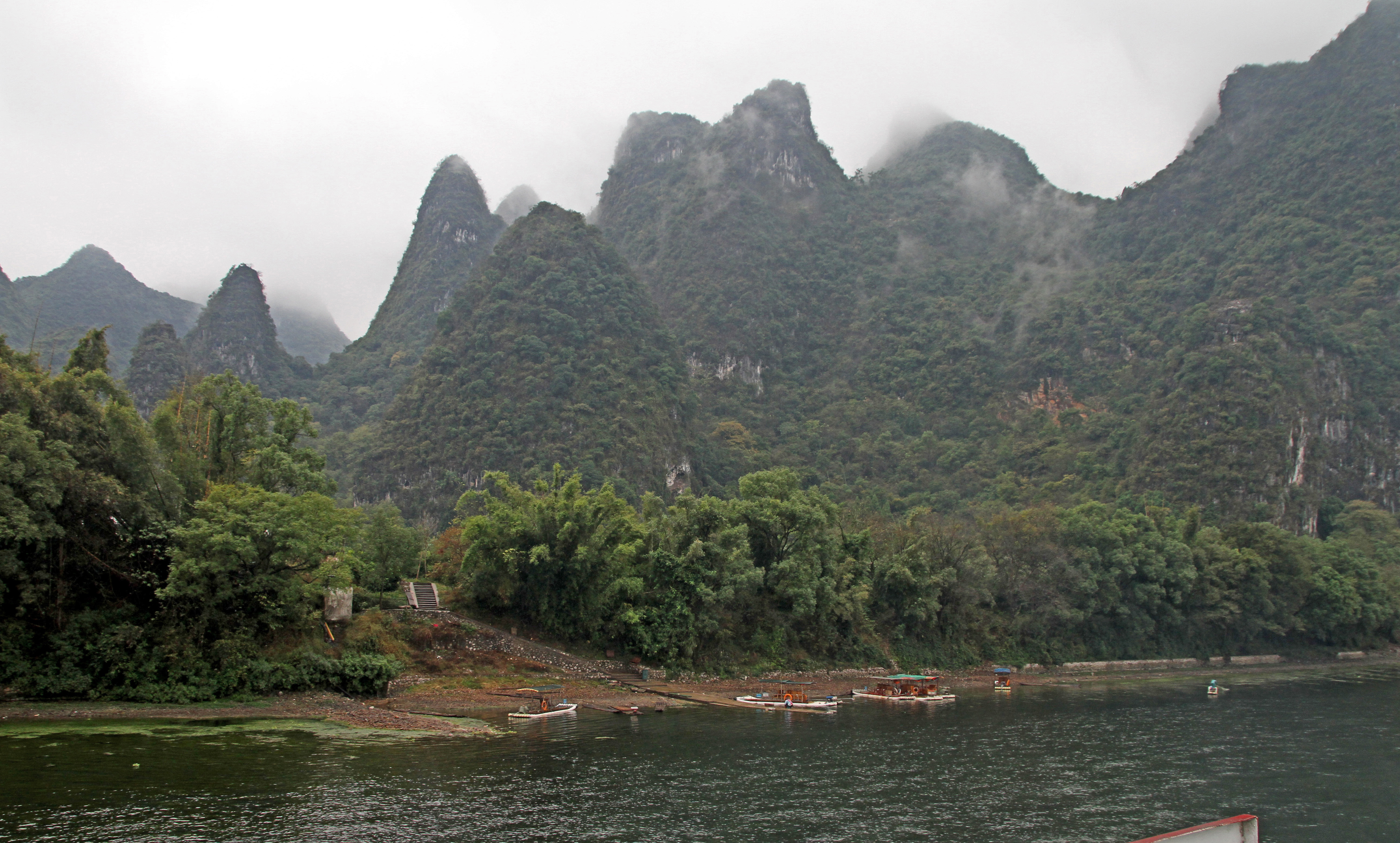
Anlegestelle
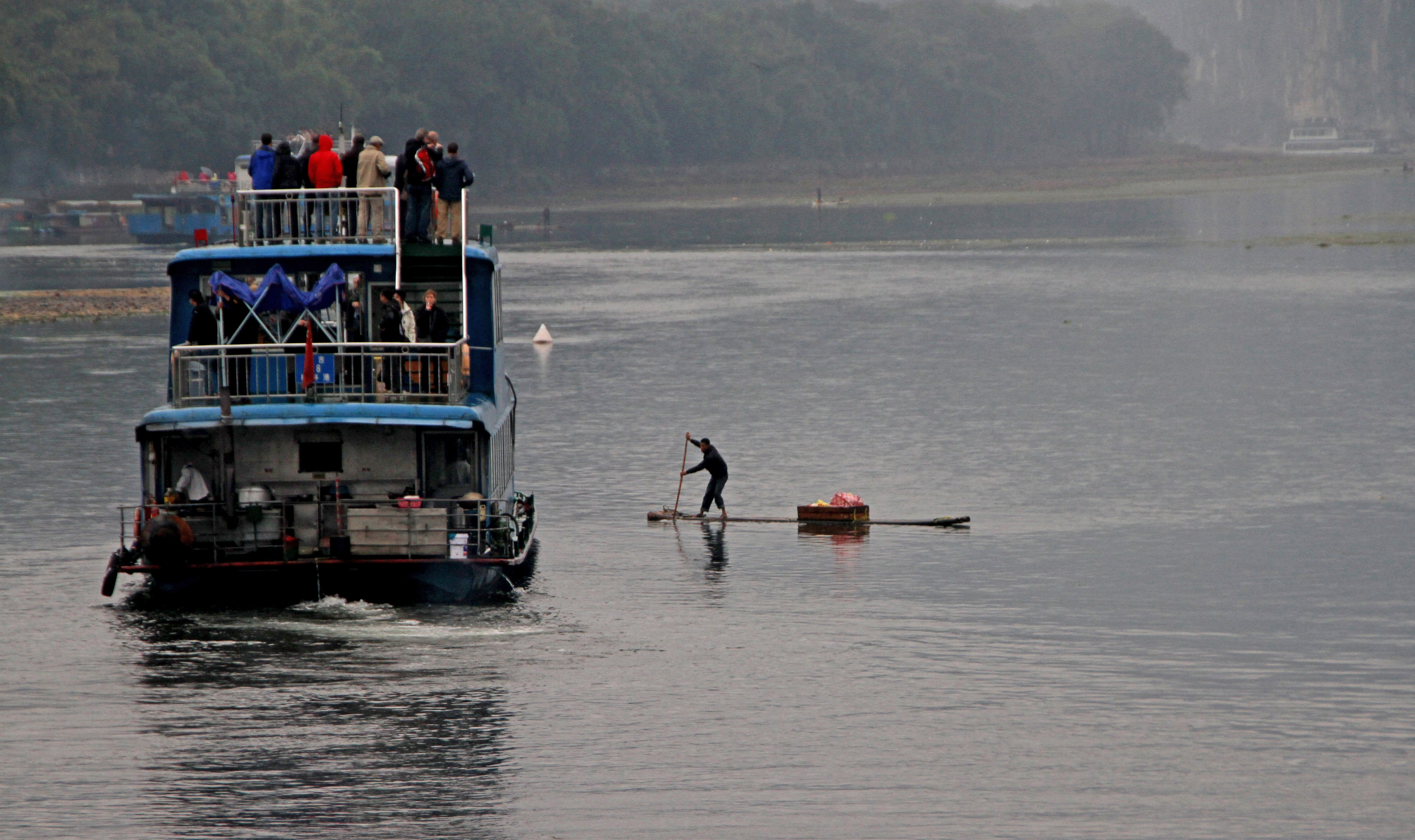
Schwimmender Händler
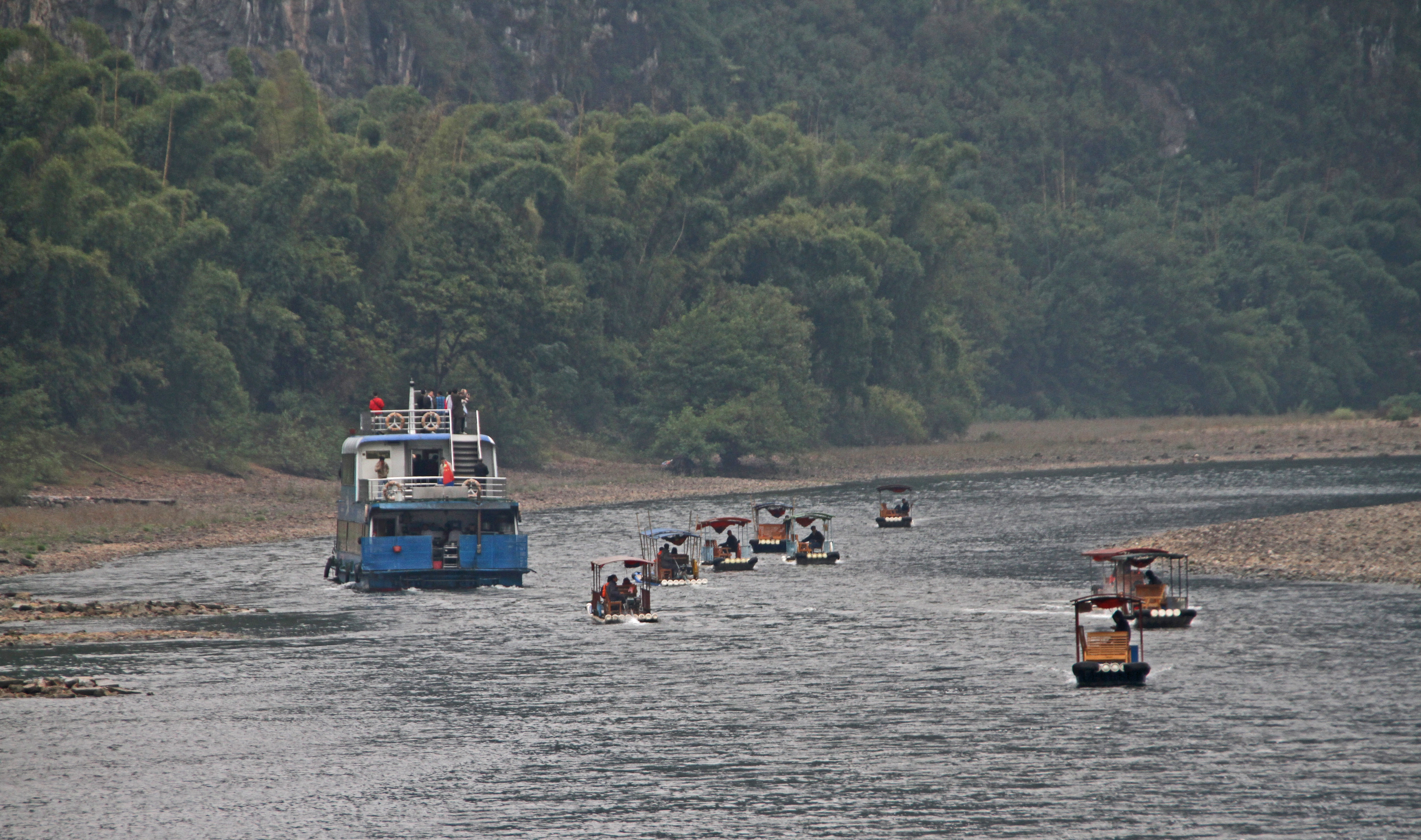
Floßflotte
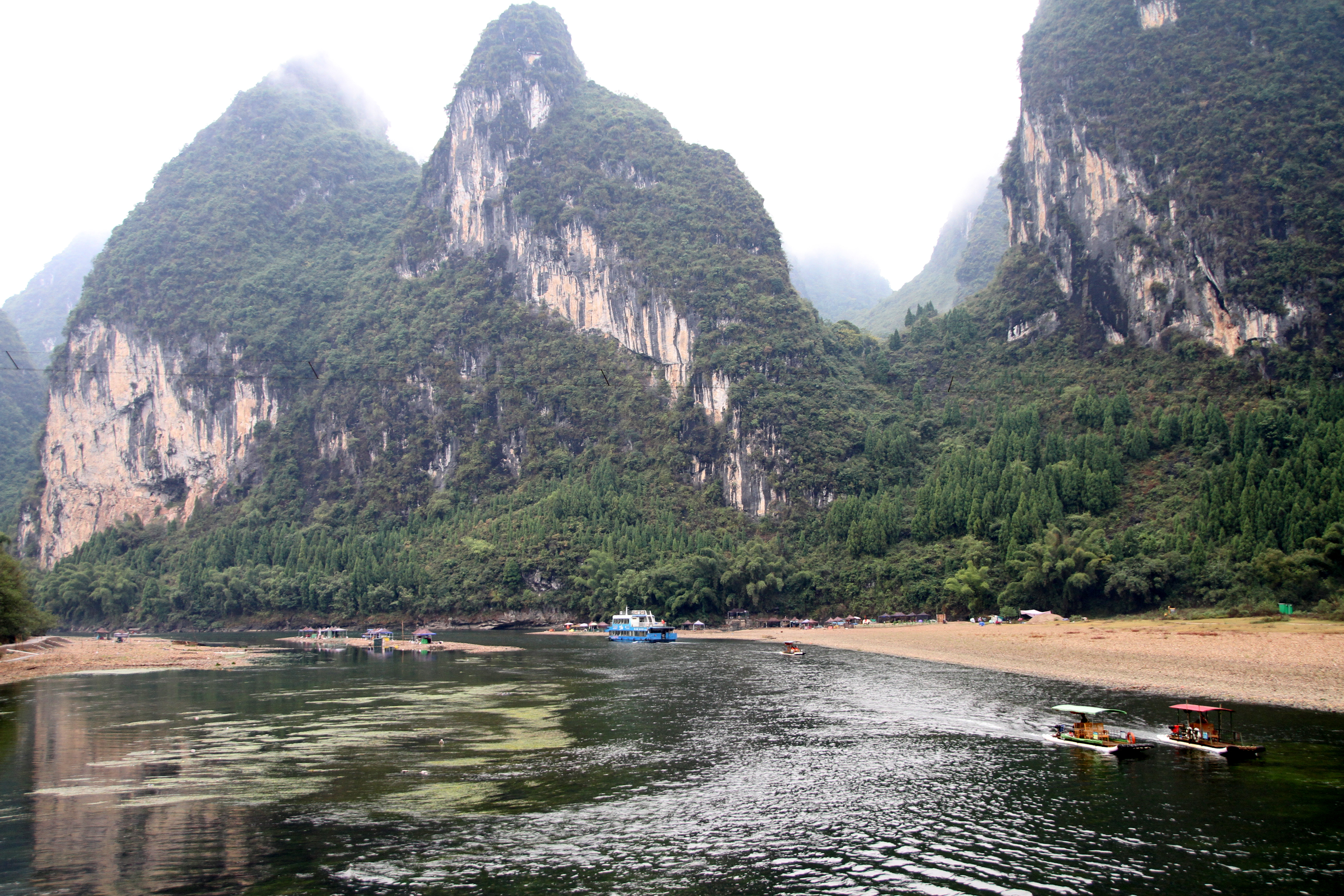
Hohe Berge
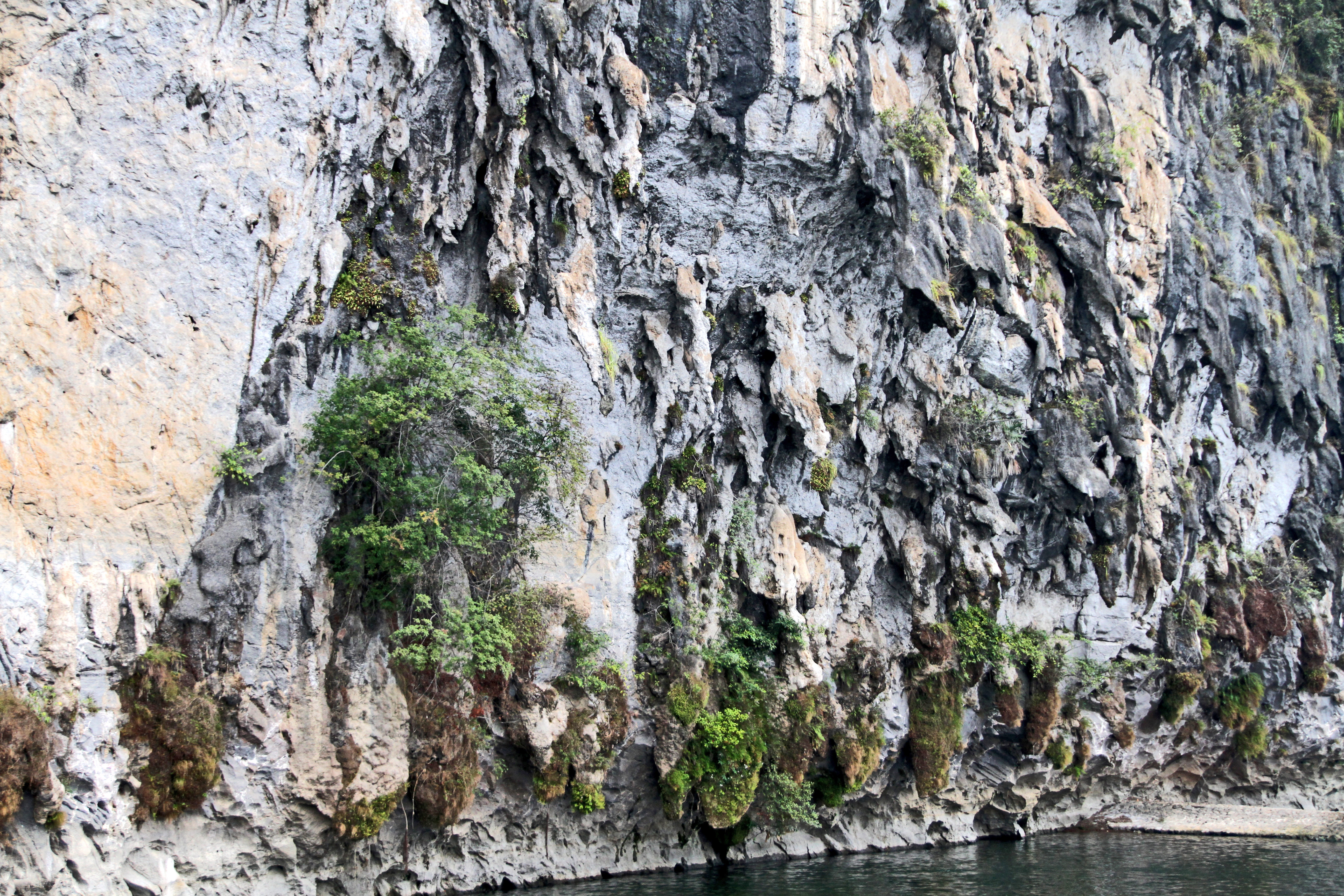
Kalksteinwand
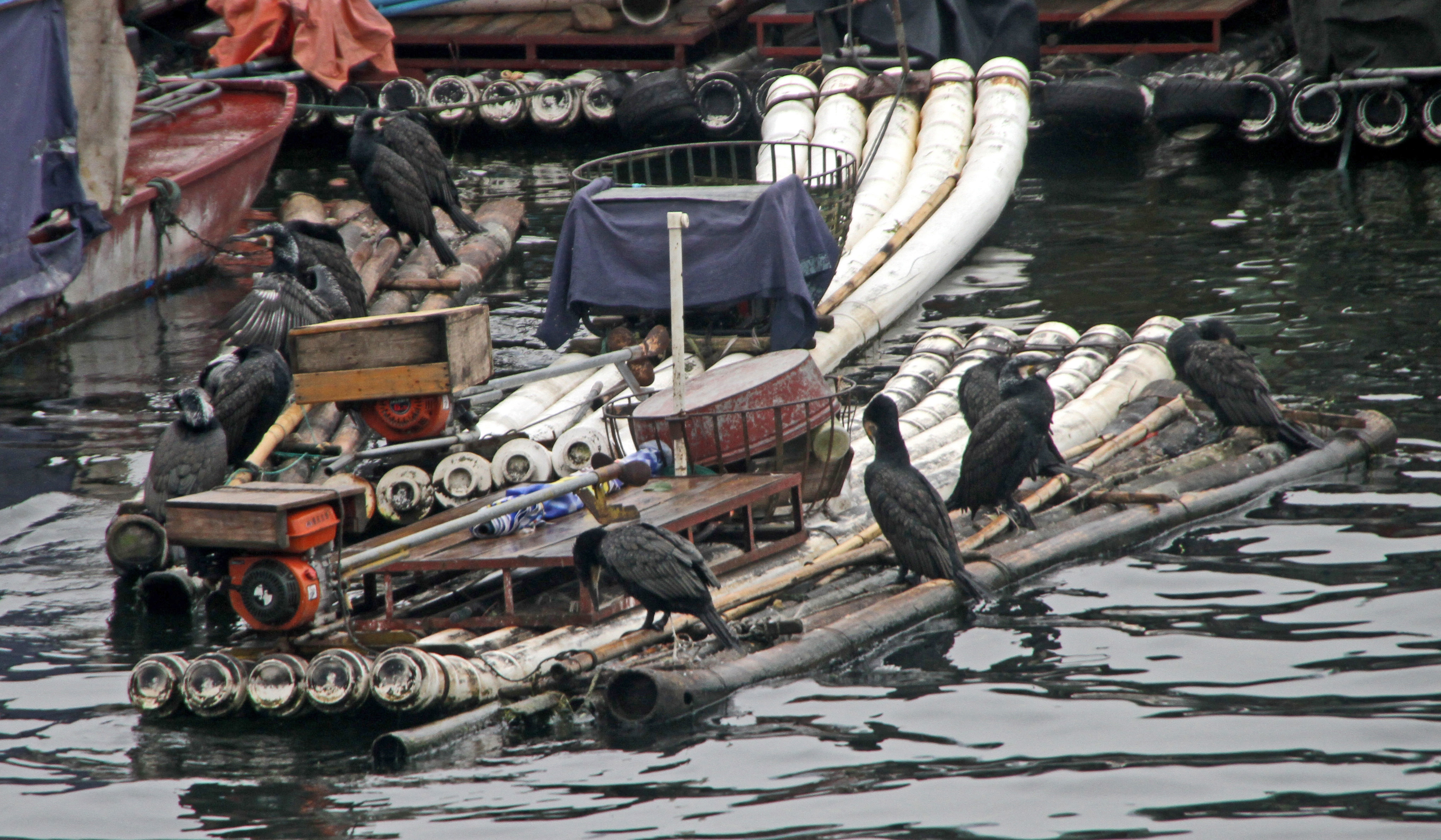
Kormorane
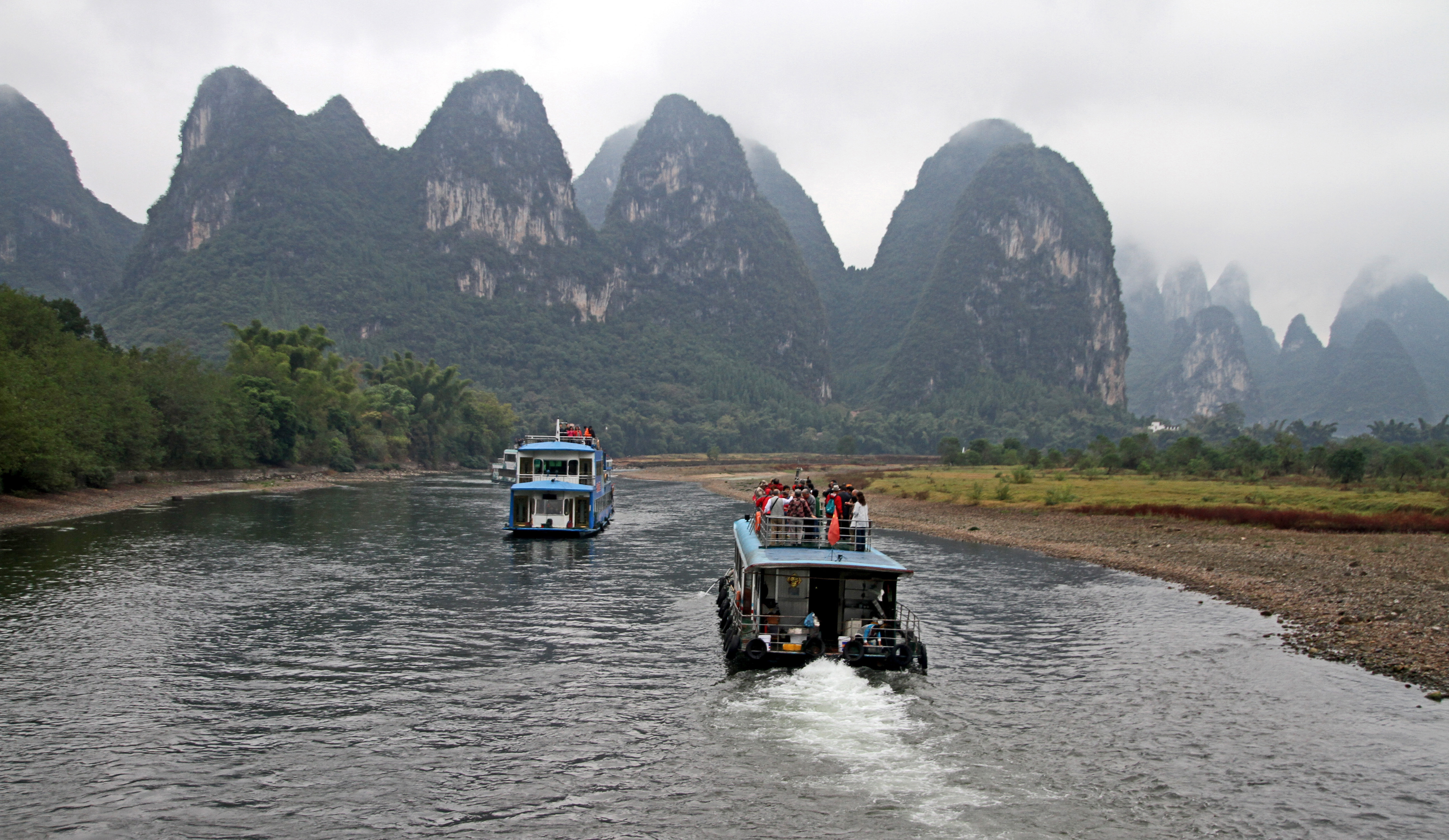
Panorama